# Židovský hřbitov v Mirovicích
Židovský hřbitov v Mirovicích se nachází asi 1 km severozápadně od města u řeky Skalice při silnici na Myslín. Byl založen roku 1680.[zdroj?] Je chráněn jako kulturní památka České republiky.
Mirovický židovský hřbitov byl několikrát rozšířen až do dnešní rozlohy 4102 m2. Na této ploše se zachovalo přes 200 náhrobních kamenů, přičemž nejstarší čitelný náhrobek má dataci 1764. Poslední pohřeb se zde konal v polovině 50. let 20. století. Ve volně přístupném areálu se nachází také rekonstruovaná márnice.
Mirovická židovská komunita přestala existovat podle zákona z roku 1890. Do okupace se o hřbitov starala židovská obec v Březnici.

## Fotogalerie

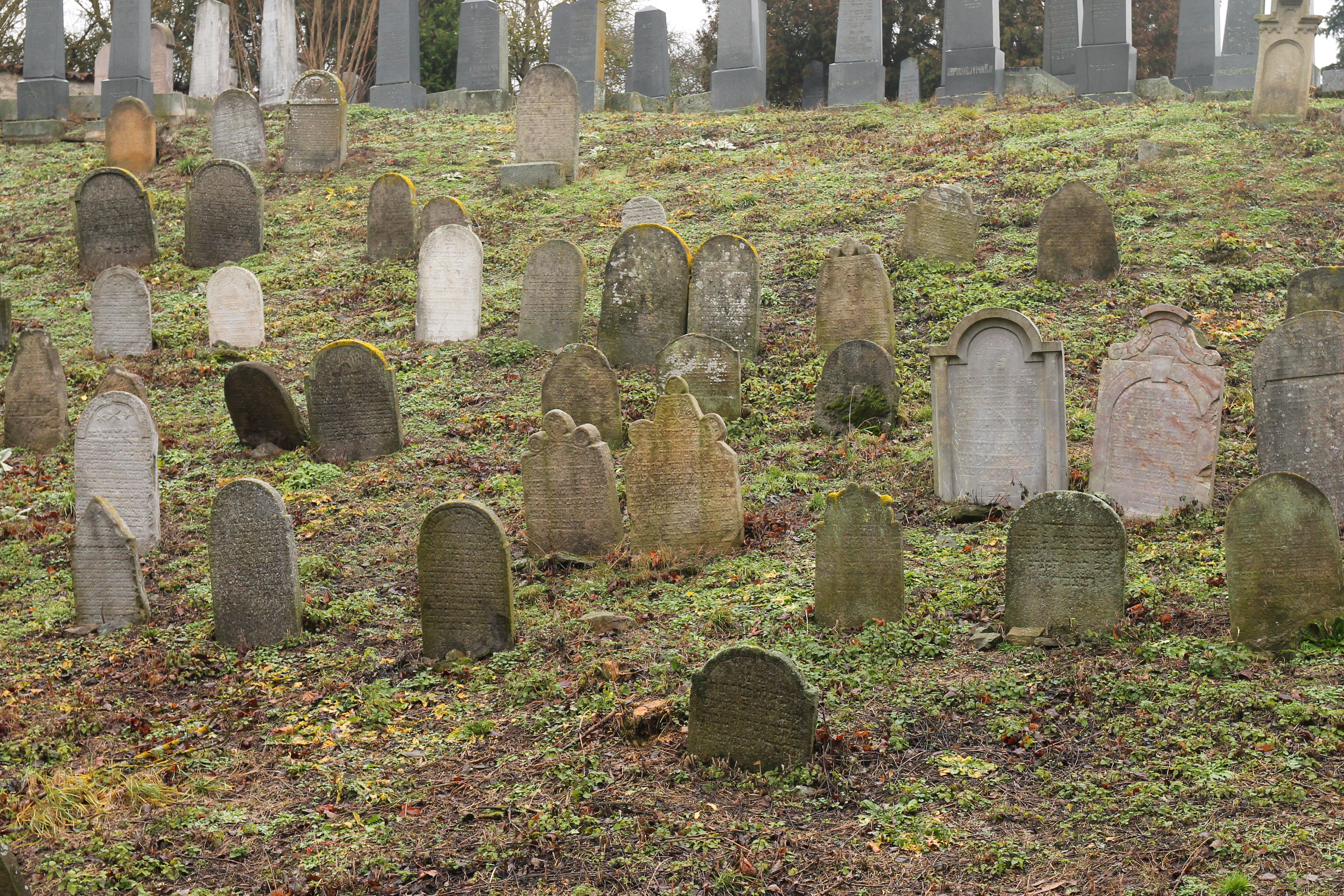
Náhrobky na hřbitově
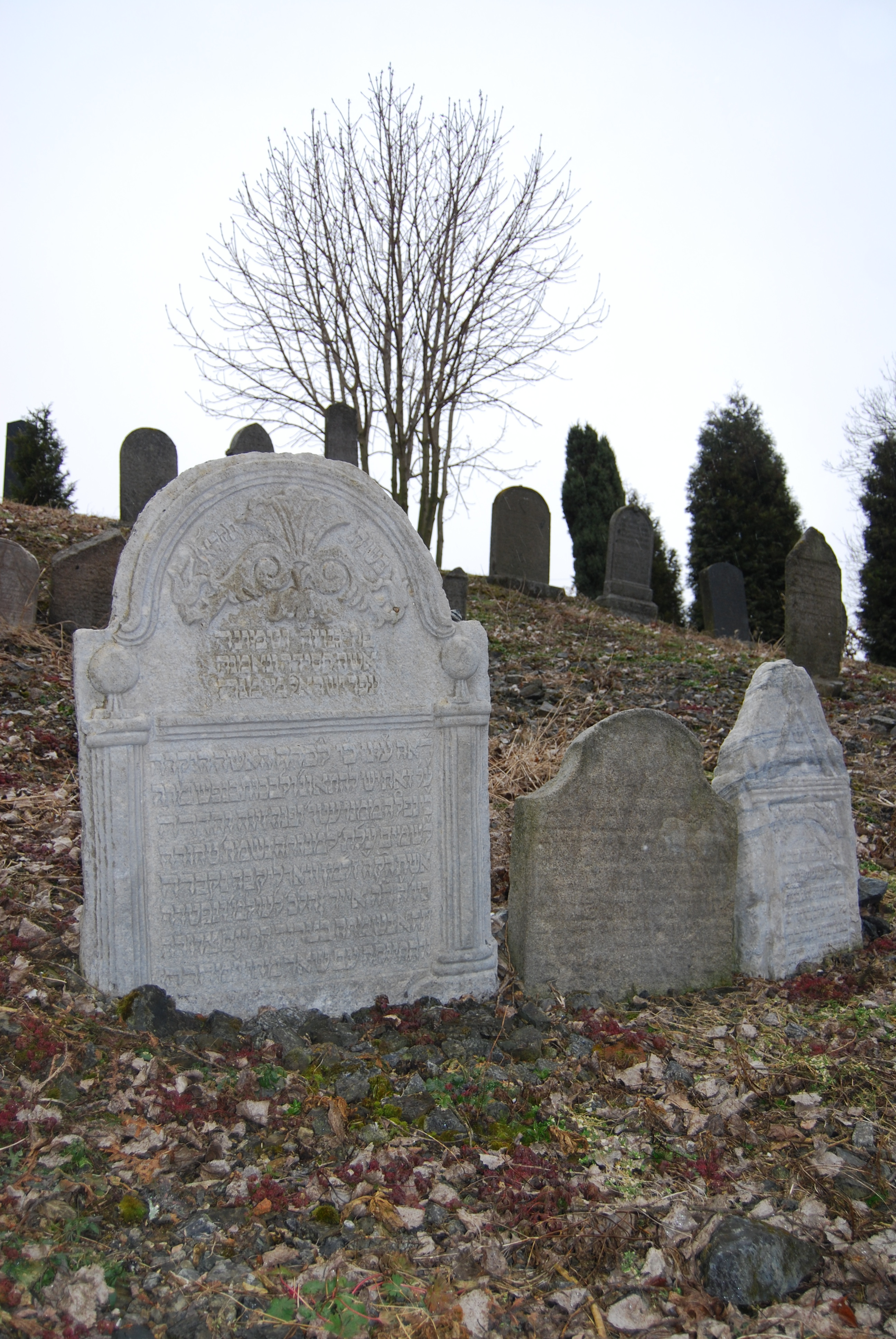
Náhrobek
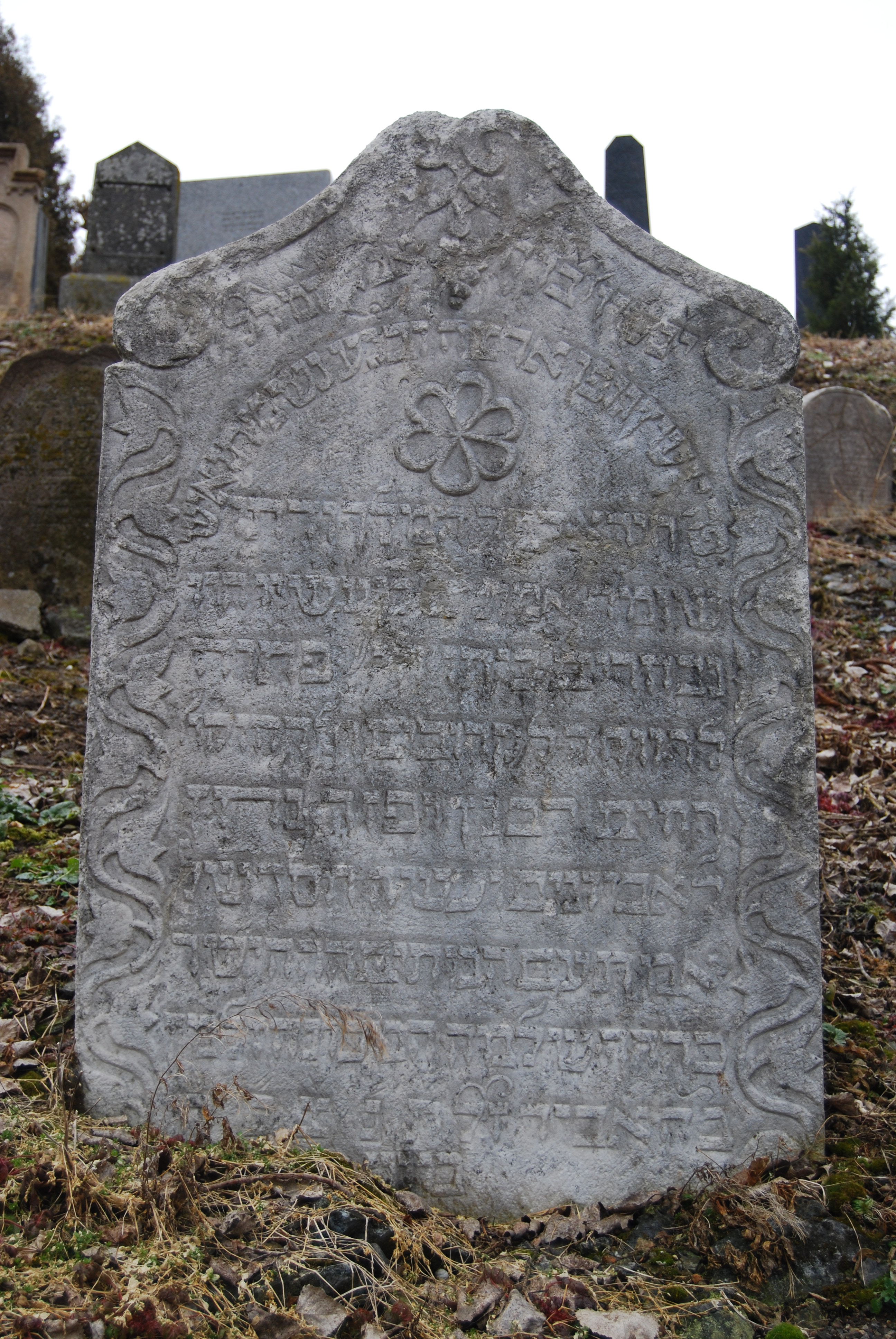
Náhrobek
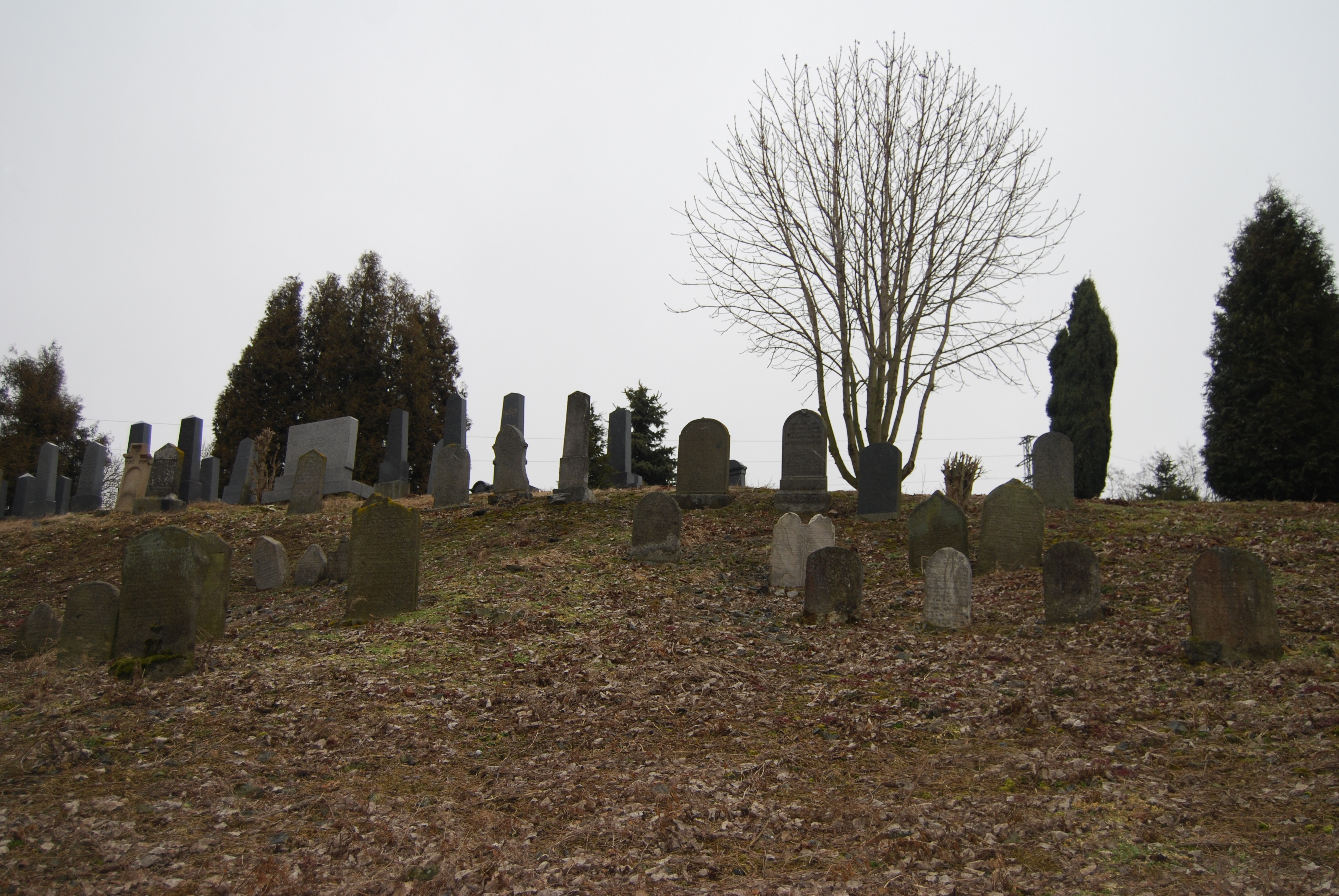
Hřbitov
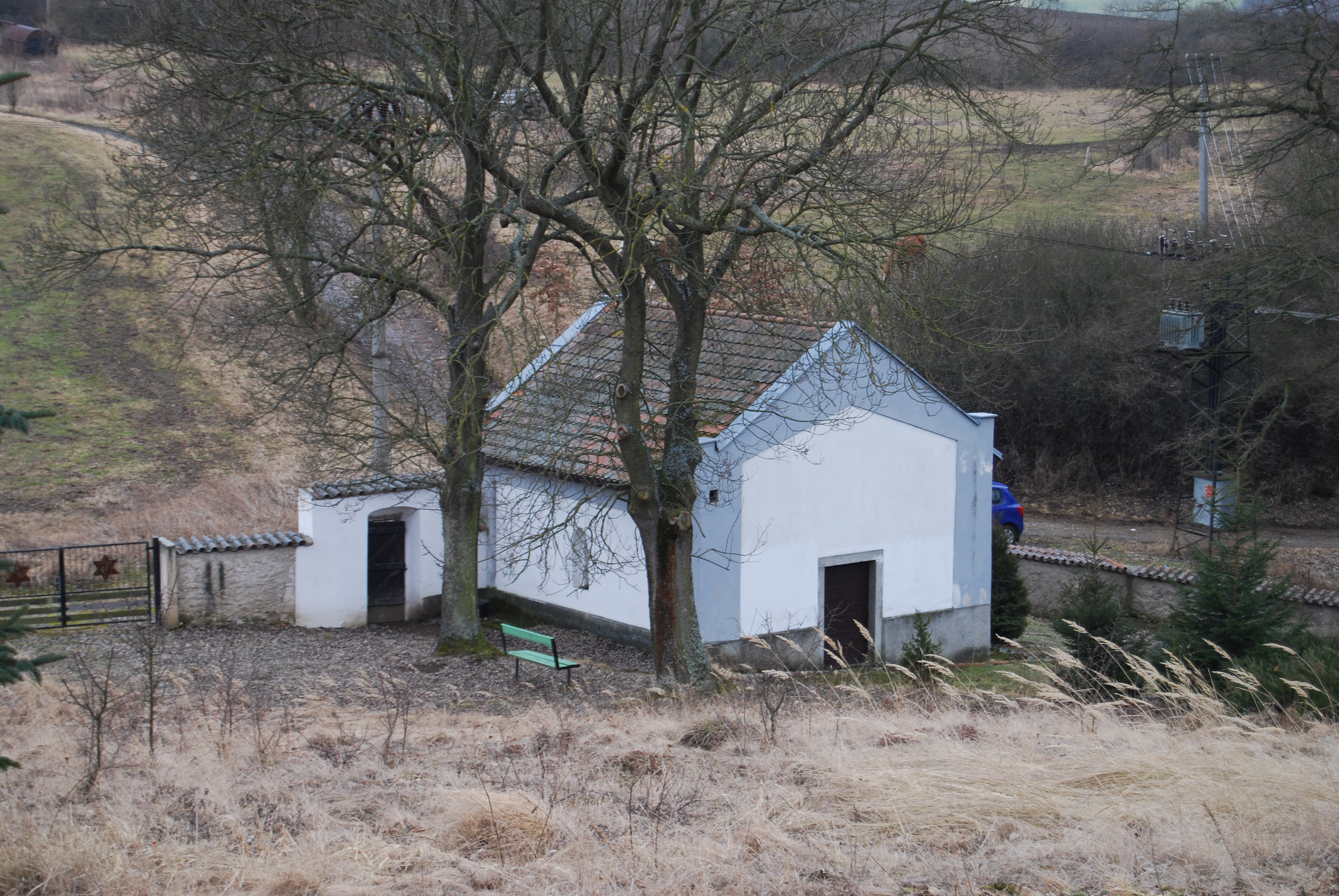
Márnice v areálu hřbitova